# Носко Віктор Леонідович
Віктор Леонідович Носко — український радянський партійний діяч, секретар Ворошиловградського (Луганського) обласного комітету КП(б)У.

## Життєпис
Член ВКП(б) з 1939 року.
Освіта вища. Перебував на відповідальній партійній роботі.
У травні 1945 — вересні 1952 року — 3-й секретар Ворошиловградського обласного комітету КП(б)У.
Подальша доля невідома.

## Нагороди
- орден Трудового Червоного Прапора (23.01.1948)
- медалі